# Boesenbergia variegata
Boesenbergia variegata är en enhjärtbladig växtart som beskrevs av Rosemary Margaret Smith. Boesenbergia variegata ingår i släktet Boesenbergia och familjen Zingiberaceae. Inga underarter finns listade i Catalogue of Life.